# 紅絲薑花
紅絲薑花（學名：Hedychium gardnerianum）是薑科薑花屬下的一種草本植物，原産於印度、尼泊爾、不丹及中国的西藏和云南地区。這種植物是世界百大外來入侵種之一。

## 分佈
紅絲薑花是薑花屬分佈最廣泛的園藝植物，偏好熱帶氣候，但在亞熱帶及溫帶地區氣候適宜之處也可以生長。該植物在許多地區都被當做入侵物種，其中包括新西蘭、夏威夷和亞速群島。

## 特征描述
红丝姜花的茎高度约为1-1.6米。叶为线状椭圆形，顶端尖锐，基部楔形或近圆形，叶面为深绿色，平滑无毛，叶背浅绿色被白粉，仅中脉被长而密的柔毛，边缘狭，软骨质。几乎没有叶柄；叶鞘黄绿色或略呈紫红色，被白粉，幼时白粉更加明显，无毛；叶舌长圆形，顶端圆形，膜质，黄绿色或略呈紫红色，幼时被白粉，无毛。
穗状花序圆柱形，顶生直立，苞片非覆瓦状，彼此分离，40-60枚在花序上螺旋状排列。苞片内卷呈管状，线状披针形，绿色无毛被白粉，每苞片内有1-2朵花；小苞片管状，黄绿色无毛。花为柠檬黄色，雄蕊红色；花萼管状，黄绿色，顶部略带柠檬黄色，无毛；花冠管基部黄绿色，向上渐变为柠檬黄色至先端略呈橙红色，无毛；花冠裂片线性，内卷，后方略长于侧生裂片，柠檬黄色；侧生退化雄蕊较花冠裂片为宽，线状长圆形，柠檬黄色，基部渐呈橙红色，先端圆钝；唇瓣倒卵形，柠檬黄色，基部渐呈橙红色，先端圆钝或微凹；花丝红色；花药弓形弯曲；柱头超出花药，具缘毛；子房圆柱形；上位腺体2个，柠檬黄色。

## 控制
在熱帶和亞熱帶地區，紅絲薑花擴張速度極其快，其粘著性很強的種子會經由鳥類和哺乳動物傳播到別的地區。唯一的驅除辦法是完全挖掉其塊莖或使用除草劑。

## 藥用
醫學研究發現，紅絲薑花中的一種提取物含有細胞毒性，可以用來治療肺癌。